# Malé Rysy
Malé Rysy jsou výrazný pohraniční štít Vysokých Tater, vybíhající z Rysů a oddělující slovenskou Bielovodskou dolinu od polské doliny Rybiego potoka. Jsou třetím nejvyšším štítem Polska.[zdroj?] Vedle vrcholu je možné rozpoznat tři další nižší věže. Hora dosahuje nadmořské výšky 2430 metrů.
Na polské straně Sedielka pod Rysy se pod Malými Rysy nachází sedmimetrová Tomkowa jeskyně, která je v žulové části Tater výjimečná.[zdroj?]

## Horolezecké výstupy
- 18. 7. 1905 – Janusz Chmielowski, Adam Kroebel a Jakub Bachleda,[1] úbočím z Kotle pod Rysy
- 1907 – Gyula Komarnicki přes Kamzičí štěrbinu
- 1907 – J. Maślanka a J. Gasienica Tomków, ze sedla pod Rysy

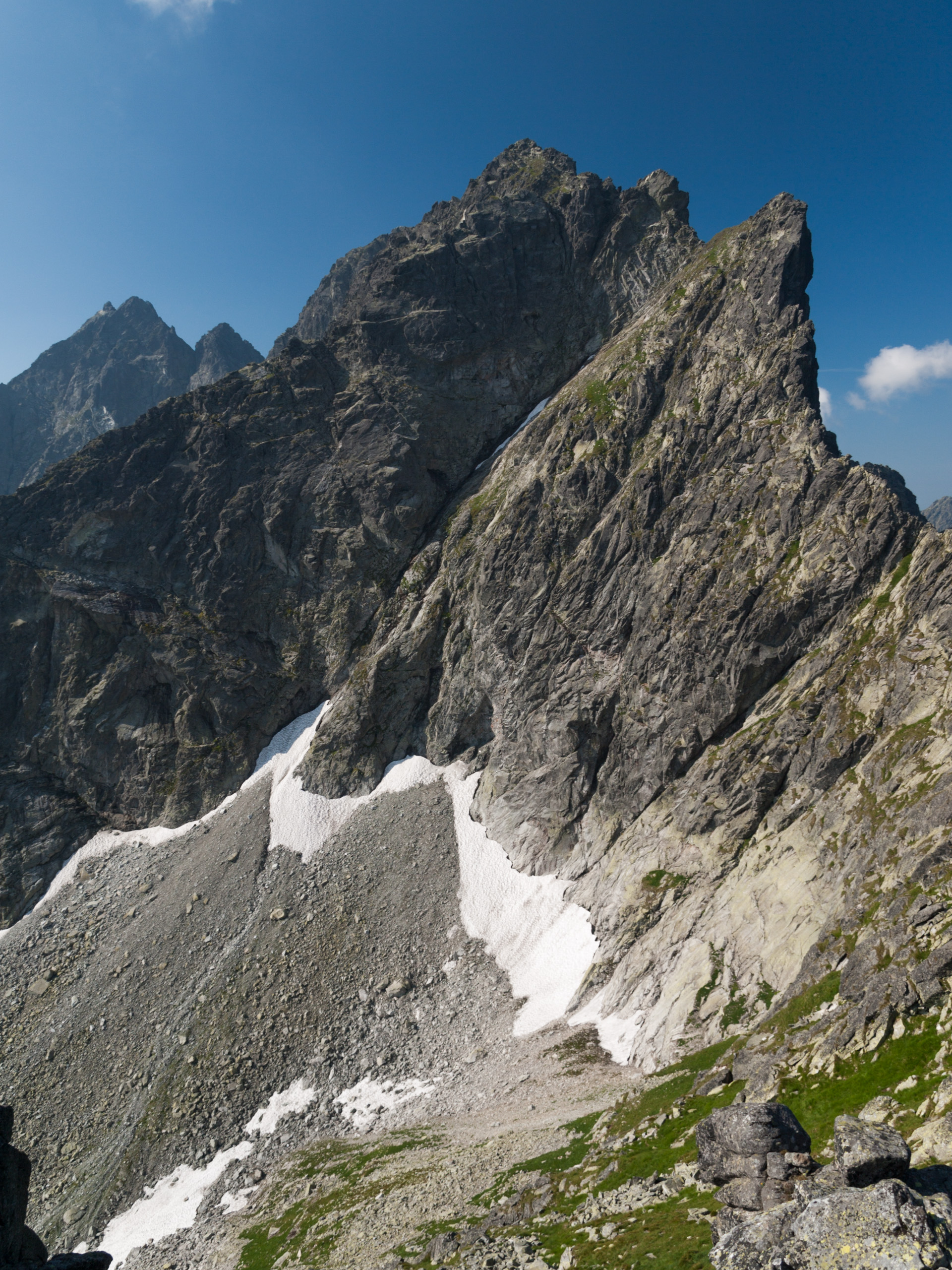
Ze severovýchodu